# K.K. Partizan 1999-2000
Questa pagina raccoglie le informazioni riguardanti il Košarkaški klub Partizan nelle competizioni ufficiali della stagione 1999-2000.

## Roster
| N° | Naz.                          | Ruolo | Sportivo            |  | Alt. |  |
| -- | ----------------------------- | ----- | ------------------- |  | ---- |  |
| 4  | Jugoslavia (bandiera)         | P     | Vladimir Đokić      |  | 191  |  |
| 5  | Jugoslavia (bandiera)         | GA    | Veselin Petrović    |  | 195  |  |
| 6  | Macedonia del Nord (bandiera) | P     | Vlado Ilievski      |  | 188  |  |
| 7  | Jugoslavia (bandiera)         | A     | Aleksandar Čubrilo  |  | 207  |  |
| 8  | Jugoslavia (bandiera)         | AP    | Dragan Marković     |  | 203  |  |
| 9  | Jugoslavia (bandiera)         |       | Boris Raičević      |  |      |  |
| 10 | Jugoslavia (bandiera)         | C     | Ratko Varda         |  | 216  |  |
| 11 | Jugoslavia (bandiera)         |       | Vladimir Vidačić    |  |      |  |
| 12 | Jugoslavia (bandiera)         |       | Nemanja Jelisijević |  |      |  |
| 12 | Jugoslavia (bandiera)         | C     | Milan Bjegović      |  | 211  |  |
| 13 | Jugoslavia (bandiera)         | G     | Miroslav Radošević  |  | 194  |  |
| 14 | Jugoslavia (bandiera)         | P     | Vule Avdalović      |  | 194  |  |
| 15 | Jugoslavia (bandiera)         | AG    | Nenad Čanak         |  | 204  |  |
|    | Bulgaria (bandiera)           | AC    | Bojko Mladenov      |  | 212  |  |
|    | Jugoslavia (bandiera)         | All.  | Nenad Trajković     |  |      |  |